# ESi-RISC
eSi-RISCは変更可能なCPUアーキテクチャで、EnSilica によって開発された。現在、3種類の異なる実装(eSi-1600、eSi-3200、eSi-3250)が入手可能である。eSi-1600は16ビットのデータパスを持ち、eSi-3200とeSi 3250は32ビットのデータパスを持つ。これらのプロセッサはソフトIPコアであり、ASICとFPGAのいずれにも使うことができる。

## 特徴
- RISC同様のロード/ストア・アーキテクチャ
- 変更可能な16ビットまたは32ビットのデータパス
- 命令は、16 ビットまたは 32 ビットのいずれかにエンコードされる
- 8または16、32個の汎用レジスタ
- 0または8、16、32個のベクトルレジスタ
- 0から8個のアキュムレータ
- 最大32個の外部割り込み
- 整数、浮動小数点、固定小数点演算を含む変更可能な命令セット
- オプションとしてユーザの定義する命令をサポートする
- オプションとして、大きさとアソシアティビティを変更可能なキャッシュとMMU
- AMBAとAPBバスインターフェース
- メモリマップドI/O
- 5段のパイプライン
- ハードウェアJTAGデバッグ

## ツールチェーン
- GCC - C/C++コンパイラ
- GNU Binutils - アセンブラ，リンカ，バイナリユーティリティ
- GDB - デバッガ
- Eclipse - 総合開発環境
- Newlib - Cライブラリ
- uCos-II - リアルタイムオペレーティングシステム